# القعيرات
يرجع تاريخ منطقة القعيرات إلى بدايه القرن التاسع عشر, وتقع منطقة القعيرات على الخارطة السكانيه والجغرافية في محافظة اوبارى (وادي الحياة)حاليا. ومن الجدير بذكر هنا ان منطقة القعيرات تعتبر من المناطق الزراعية ذات التربة الخصبة والتي اهلتها إلى ان تكون في مقدمة المناطق المنتجة إلى المحاصيل الزراعية على صعيد محافظة اوباري (وادى الحياة).
وتقع ما بين منطقتي الغريفة شرقاً والحطية، كما أن بها العديد من القبائل ومن أشهرها أبناء خنينة وأبناء الزوين وأبناء أبوسيف وابناء سعدالله وابناء أبودربالة وابناء الغزي وابناء الخضير والتونسي  وأبنا الدودوي وعدد من قبائل الطوارق المختلفة، وعائلات أخرى.
ومن أهم المحاصيل المنتجة في منطقة القعيرات ياتى في المقدمة محصول القمح، الشعير, الذرة الصفراء، محصول (القطب) وهو من محاصيل العلف العالية الإنتاجية, البطاطا، البصل وكذلك محصول الثوم. أيضا تنوع الاشحار المثمره زاد من أهمية هده المنطقة وأصبحت مطمحا إلى العديد من تستهويم فكرة الاسثتمار في المجال الزراعى ومن أهم الاشجار المثمرة والتي تزرع على نطاق واسع تأتى في المقدمة شجرة النخيل بجميع أنواعها، اشجار اليمون، الرمان وكدلك كروم العنب ومن الملاحظ انه في السنوات الأخيرة تزايد اعداد المزارعين المهتمين بزراعة الاشجار المثمره مثل اشجار الكمثرى (المشمش), التوت وكدلك اللوز.
من الجدير بذكر ان منطقة القعيرات والتي يغلب عليها الطابع الزراعي شهدة مؤخرا زياده في عدد المشايع الصناعية والتي ى أغلبها تدر بملاك من بين 2- 10.ومن الناحية الاقتصادية فأن نسبة محلات التجزئة ومحلات التصنيع الصغيرة في الغالب عالية الجودة.و مع ازدياد عدد سكان وارتفاع عدد خريجى الجامعات من هده المنطقة أصبحت الحاجة ملحه إلى عمل المزيد من الجهد لخلق لرص عمل إلى أبناء هده المنطقة. وقطاع الصناعة يعتبر المخرج المنظور إلى حل مثل هدة المشكلة المستعصية بمرور الزمن.
‌